# Дэвидсон, Дональд
До́налд Ге́рберт Дэ́видсон (англ. Donald Herbert Davidson; 6 марта 1917, Спрингфилд, шт. Массачусетс — 30 августа 2003, Беркли) — американский философ.

## Биография
Дэвидсон родился в Спрингфилде, штат Массачусетс, 6 марта 1917 года у Кларенса («Дэви») Герберта Дэвидсона и Грейс Корделии Энтони. Первые четыре года своей жизни Дэвидсон прожил вместе с родителями на Филиппинах.
Дэвидсон учился на бакалавриате и магистратуре в Гарвардском университете, получив в 1941 году степень магистра по классической философии. Он интересовался литературой и классической философией. Среди его учителей был Альфред Норт Уайтхед. Дэвидсон говорил, что «Уайтхед взял меня под свое крыло; он регулярно приглашал меня к себе на полдник».
После окончания университета он отправился в Калифорнию, где писал сценарии радиопередач для драматического сериала «Большой город» с Эдвардом Г. Робинсоном в главной роли. Он вернулся в Гарвард, получив стипендию в области классической философии, преподавал философию и одновременно проходил интенсивное обучение в Гарвардской школе бизнеса.
С 1942 по 1945 год он участвовал во Второй мировой войне на американском флоте в Средиземном море. Он обучал пилотов распознавать вражеские самолеты и участвовал во вторжениях в Сицилию, Салерно и Анцио.
В 1949 году он получил докторскую степень в том же университете. Его диссертация была посвящена платоновскому диалогу «Филеб».
С 1951 по 1967 год в течение шестнадцати лет он работал в Стэнфордском университете. Затем он работал профессором в Принстоне (1967—1970), в Университете Рокфеллера (1970—1976) и в Чикагском университете (1976—1981 годы).
Он был президентом как Восточного, так и Западного отделений Американской философской ассоциации.
С 1981 по 2003 годы — профессор Калифорнийского университета в Беркли.

## Философские идеи
Его работы оказали значительное влияние на все области философии, однако особо следует выделить философию сознания и философию языка.
Дэвидсон известен своей критикой эпистемологического релятивизма и одновременно — классического позитивизма. Дэвидсон настаивает, что язык вообще не является средством описания реальности: он создан не для описания, а для общения. Согласно основному положению философии Дэвидсона, «мыслить значит общаться».
Это касается и языка науки. «Картина мира» (в том числе научная) возникает как результат общения, что требует как минимум двух собеседников, которые договариваются о том, что они видят. Таким образом, «картина мира» принципиально интерсубъективна. Она зависит от треугольника отношений, который включает как минимум двух человек (коллег, собеседников) и совокупность общих для них фактов или событий. Язык (в том числе и научный) должен обеспечивать доверие (charity) и взаимопонимание между наблюдателями. Философ утверждает:

Доверие воздействует на нас, хотим мы этого или нет, и если мы стремимся понимать других, мы должны считать их правыми по существу. Создав теорию, которая согласовывает доверие и формальные условия для теории, мы сделаем всё, что может быть сделано для обеспечения коммуникации. Большее невозможно, да ничего большего и не нужно.
В отличие от Куна и Фейерабенда с их тезисом о несоизмеримости научных теорий из-за взаимной непереводимости их языка, Дэвидсон считает, что проблема перевода вторична: важно согласие между говорящими о том, что они видят (воспринимают). В связи с этим Дэвидсон выступает за переосмысление понятия истины: по его мнению, истинными следует считать не убеждения, адекватно репрезентирующие реальность, а убеждения в рамках единой когерентной системы взглядов, своего рода подобия в восприятии.
В 1970-е годы Дэвидсон вернул в философию сознания изобретённое Дж. Муром понятие супервентности, которое в дальнейшем получило широкое распространение.
В 1950-х годах Дэвидсон работал с Патриком Суппесом над разработкой экспериментального подхода к теории принятия решений. Они пришли к выводу, что невозможно рассматривать убеждения и предпочтения субъекта независимо друг от друга, поэтому всегда будет несколько способов проанализировать действия человека с точки зрения того, что он хотел или пытался сделать или ценить. Этот результат был сопоставим с тезисом Куайна о неоднозначности перевода и был использован во многих поздних работах Дэвидсона по философии сознания.

## Увлечения
Дэвидсон много путешествовал и имел большой круг интересов. У него была лицензия пилота, он строил радио и увлекался альпинизмом и сёрфингом. Он прекрасно играл на фортепиано, интересовался музыкой, в Стэнфордском университете преподавал философию музыки. В Гарварде учился и дружил с композитором Леонардом Бернстайном, с которым Дэвидсон играл на фортепиано в четыре руки. Бернстайн написал музыкальную партитуру для постановки, которую Дэвидсон поставил по пьесе Аристофана «Птицы» на греческом языке. Часть музыки позже была использована в балете Бернштейна Fancy Free.

## Семья
Дэвидсон был женат трижды. Его первой женой была художница Вирджиния Дэвидсон, от которой у него был его единственный ребенок, дочь Элизабет (Дэвидсон) Бойер. После развода с Вирджинией он во второй раз женился на Нэнси Хиршберг, профессоре психологии в Университете Иллинойса в Урбана-Шампейн. Она умерла в 1979 году. В 1984 году Дэвидсон в третий и последний раз женился на философе Марсии Кавелл.